# Вордсворт Донисторп
Вордсворт Донисторп (Лидс, 24. март 1847 – Хаслемер, 30. јануар 1914) био је енглески проналазач, шахиста, публициста и либертаријански активиста. Најпознатији је као један од пионира филма у Великој Британији.

## Филм Лондонски Трафалар сквер
Идеју о бележењу покрета помоћу фотографије добио је за време студија на Универзитету у Кембриџу, а 1874. године добио је патент за уређај који је назвао кинесиграф. Уређај није применио све до 1890. године, када је почео да ради са својим рођаком Вилијамом Каром Крофстом, са којим је био оснивач либертаријанске организације Лига за одбрану слободе и власнисштва, а 1885. године је био и међу оснивачима Бристанског шаховског друштва.
Вордсворт и Кар су 1890. године са кинесиграфом направили кратки филм од 10 сличица, који је назван Лондонски Трафалгар сквер и сматра се првим филмским записом Лондона. Иако су у више наврата покушали да организују његово јавно приказивање и развију технологију, никада нису добили могућност за то, због техничких проблема и велике конкуренције Томаса Едисона и његовог уређаја кинетоскопа. Након смрти Вилијама Кара Крофстома 1894. године, Вордсворт је након тога усресредио на политички активизам, али са сином до краја живота експериментисао на усвршавањеу технологије и развоју филма. Умро је 1914. године.